# Cshongdzsin
Cshongdzsin (hangul: 청진시, Cshongdzsin-si, handzsa: 淸津市, RR: Ch'ŏngjin-si, ’tiszta gázló’) egy észak-koreai kikötőváros a Japán-tenger partján, az ország harmadik legnépesebb városa, Észak-Hamgjong (Hamgyŏng) tartomány székhelye.
A település történelme évszázadokra nyúlik vissza, a királyi ház rendszerint ide „száműzte” a nemkívánatos személyeket.

## Közigazgatási beosztás
Cshongdzsin (Ch'ŏngjin) város 7 kerületből (kujok (kuyŏk)) áll.
- Cshongam-kujok (청암구역; 靑岩區域, Ch'ŏng'am-kuyŏk)
- Phohang-kujok (포항구역; 浦港區域, P'ohang-kuyŏk)
- Pujun-kujok (부윤구역; 富潤區域, Puyun-kuyŏk)
- Ranam-kujok (라남구역; 羅南區域, Ranam-kuyŏk)
- Sinam-kujok (신암구역; 新巖區域, Sin'am-kuyŏk)
- Szongphjong-kujok (송평구역; 松坪區域, Songpyŏng-kuyŏk)
- Szunam-kujok (수남구역; 水南區域, Sunam-kuyŏk)

Valamikor csak egy kis halászfalu volt Korea északkeleti részén, 1908-ban a korabeli hatóságok kereskedelmi kikötőnek nyilvánították. 2003-ban az észak-koreai kormány megerősítette a város kereskedelmi kikötői státuszát. Cshongdzsin (Ch'ŏngjin) Észak-Hamgjong (Hamgyong) tartomány székhelye.

## Természetföldrajz
A város Észak-Korea északkeleti részében fekszik, Észak-Hamgjong (Hamgyong) tartományban a Japán-tenger (Koreai nézőpont szerint: Keleti-tenger) partján. A városnak 7 kerülete van.

## Közlekedés
Két vasútállomása van (Vonszan–Raszon (Wonsan–Rason) vasútállomás, Cshondzsin–Raszon (Chongjin–Rason) vasútállomás), ahonnan villamosított vasúton juthatunk el a fővárosba és Raszon (Rason)ba. A város repülőtere, ami Orang megyében található, és amit még 1935-ben alapítottak a japán megszállók légi támaszpontként, 2 km-es kifutópályával rendelkezik. Innen a Csaojangcun (Chaoyangcun) nemzetközi repülőtérre (Kína) is eljuthatunk. Cshongdzsin (Chongjin) az egyetlen város Phenjanon kívül, amely rendelkezik villamosközlekedéssel. A villamosokat használtan vásárolták a fővárosból. Taxitársaságok nincsenek, még egy bicikli is luxusnak számít a városban.

## Gazdaság
Fontos ipari központ; többek között hajógyártás, gépgyártás és gumigyártás is található a városban. Cshongdzsin (Chongjin) 50 km-re fekszik a kínai határtól, emiatt szerte a városi piacokon rengeteg (javarészt csempészett) kínai árucikk található. Phenjanon kívül az ország egyik legnagyobb piacával rendelkezik.

## Híres szülöttei
- Sin Szangok (Sin Sang-ok) (1926–2006) filmrendező
- Kim Szugun (Kim Su-gun) (1931–1986) építész
- Kim Szunszok (Kim Sun-sok) (1922–1974) költő
- Ri Szoldzsu (Ri Sol-ju) (1989–) énekes, Kim Dzsongun (Kim Jong-un) észak-koreai vezető felesége
- Csang Szongthek (Jang Song-thaek) (1946–2013) politikus